# ヴィリアメ・ヴェイコソ
ヴィリアメ・ヴェイコソ（Viliame Veikoso、1982年4月4日 - ）は、フィジーのラグビー選手。

## プロフィール
- フィジー・スバ出身。
- ポジションはフッカー(HO)。
- 身長 184cm、体重 101kg
- フィジー代表キャップは33（2020年7月現在）でラグビーワールドカップ2011・ラグビーワールドカップ2015のフィジー代表に選ばれた[1]。

## 略歴
ノースオタゴ、シャークスを経て、2014年、ドンカスター・ナイツに加入。